# Lorenz Horr
Lorenz Horr (Oggersheim, Alemania nazi; 27 de septiembre de 1942 – Enkenbach-Alsenborn, Alemania; 19 de agosto de 2023) fue un futbolista y entrenador de fútbol alemán que jugó en la posición de delantero.

## Carrera

### Jugador
| Periodo   | Club                | Apariciones | Goles |
| --------- | ------------------- | ----------- | ----- |
| 1963–1969 | SV Alsenborn        | 77          | 14    |
| 1969–1977 | Hertha BSC          | 240         | 75    |
| 1977–1978 | Wormatia Worms      | 37          | 5     |
| 1978–1979 | SV Waldhof Mannheim | 10          | 3     |

### Entrenador
| Periodo   | Club                 |
| --------- | -------------------- |
| 1979–1982 | Südwest Ludwigshafen |
| 1982–1983 | FSV Salmrohr         |
| 1983–1985 | SV Alsenborn         |
| 1985–1986 | FK Pirmasens         |
| 1986–1989 | TuS Hohenecken       |

## Logros
- Regionalliga Südwest (2): 1968, 1969
- Amateurliga Südwest (1): 1965